# Unione Sportiva Lecce 1941-1942
Questa voce raccoglie le informazioni riguardanti l'Unione Sportiva Lecce nelle competizioni ufficiali della stagione 1941-1942.

## Rosa
| N. |                      | Ruolo | Calciatore          |
| -- | -------------------- | ----- | ------------------- |
|    | Italia (bandiera)    | P     | Luciano Gisberti    |
|    | Italia (bandiera)    | D     | Mario Palazzi       |
|    | Italia (bandiera)    | D     | Antonio Anguilla II |
|    | Italia (bandiera)    | D     | Enzo Pastore        |
|    | Francia (bandiera)   | D     | Giacomo Saccheri    |
|    | Italia (bandiera)    | D     | Mario Caccia        |
|    | Italia (bandiera)    | C     | Luigi Indrizzi      |
|    | Italia (bandiera)    | C     | Emilio Meotto       |
|    | Argentina (bandiera) | C     | Francisco Garraffa  |
|    | Italia (bandiera)    | C     | Aldo Mainardi       |

| N. |                   | Ruolo | Calciatore        |
| -- | ----------------- | ----- | ----------------- |
|    | Italia (bandiera) | C     | Michele Natale    |
|    | Italia (bandiera) | C     | Carmelo Russo     |
|    | Italia (bandiera) | C     | Galetti           |
|    | Italia (bandiera) | C     | Ciberti           |
|    | Italia (bandiera) | A     | Giuseppe Anguilla |
|    | Italia (bandiera) | A     | Raffaele Anguilla |
|    | Italia (bandiera) | A     | Guerrino Bisogni  |
|    | Italia (bandiera) | A     | Luciano Levi      |
|    | Italia (bandiera) | A     | Pantaleo Magurano |

## Fonte
- WLecce.it.